# Campyloneurus rubrituberculatus
Campyloneurus rubrituberculatus is een insect dat behoort tot de orde vliesvleugeligen (Hymenoptera) en de familie van de schildwespen (Braconidae). De wetenschappelijke naam van de soort werd voor het eerst geldig gepubliceerd door Peter Cameron in 1911. (gespeld als Camploneurus rubrituberculatus).
H.A. Lorentz verzamelde de soort tijdens de Eerste Zuid Nieuw-Guinea Expeditie in 1907. De vindplaats is "Kamp Alkmaar" in het voormalige Nederlands-Nieuw-Guinea.